# Mieke Cabout
Frederike Jacobie "Mieke" Cabout (Gouda, 30 de março de 1986) é uma jogadora de polo aquático holandesa, campeã olímpica.

## Carreira
Mieke Cabout fez parte do elenco medalha de ouro de Pequim 2008.